# Poble Espanyol

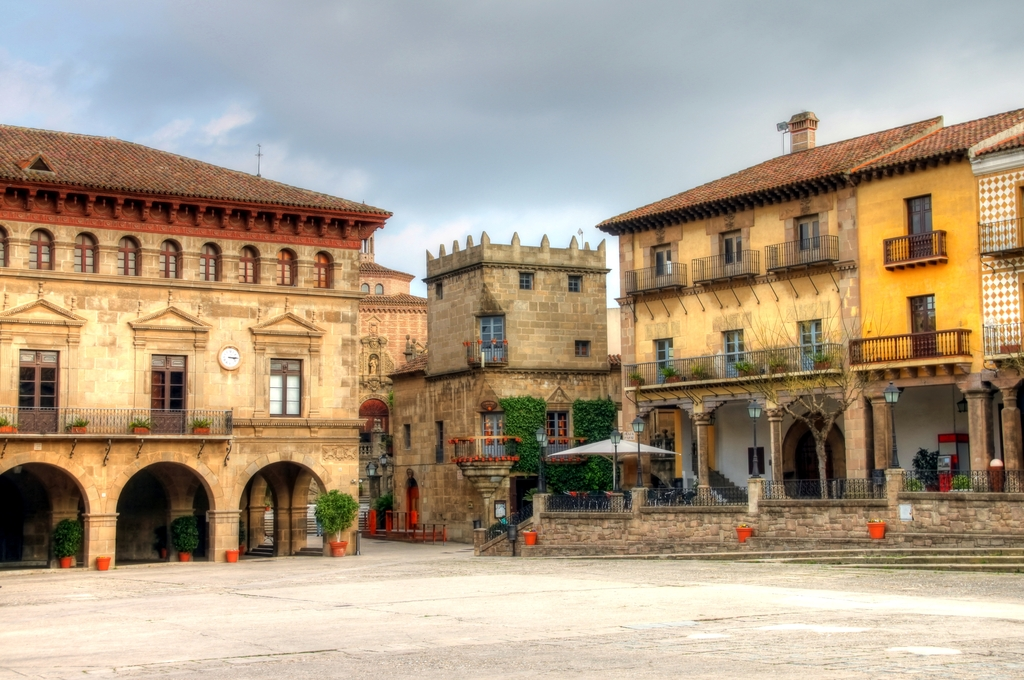
Jeden z placów w obrębie Poble Espanyol

Poble Espanyol, hiszp. Pueblo español (w jęz. polskim Miasteczko Hiszpańskie) – położone na zachodnim zakątku Montjuïc, wybudowane w 1929 r. na światową wystawę EXPO. Samo miejsce oferuje wiele rozrywek zarówno w dzień jak i w nocy, począwszy od El Tablao Carmen, gdzie można oglądać pokazy flamenco po Colecció d'Art Contemporani – Kolekcja Sztuki Współczesnej, gdzie wystawione są grafiki Pabla Picassa oraz niektóre z obrazów Joana Miró. Jest to jedno z bardziej popularnych miejsc w całej Barcelonie, które wybudowane zostało jako wizytówka architektury, rękodzieła, kultury i gastronomii. W Poble Espanyol znajduje się m.in.: Plaza Mayor, podobna do placów w wielu miastach całego kraju, na których odbywają się fiestas, prezentująca się najlepiej podczas koncertów jazzowych i rockowych w ramach letniego festiwalu Grec. Twórca maskotki olimpijskiej – Javier Mariscal rozsławił Poble Espanyol na początku lat 90. XX stulecia, projektując modny bar Torres de Ávila, dzisiaj pełniący rolę klubu tanecznego.